# Cleistes australis
Cleistes australis är en orkidéart som beskrevs av Rudolf Schlechter. Cleistes australis ingår i släktet Cleistes, och familjen orkidéer. Inga underarter finns listade i Catalogue of Life.